# 维拉贝拉-达桑蒂西马特林达迪
维拉贝拉-达桑蒂西马特林达迪是巴西马托格罗索州的一个市镇。总面积13630.948平方公里，总人口13711人，人口密度1人/平方公里。